# 區大相
区大相（1549年—1616年），字用孺，号海目，广东高明县人。明朝翰林、詩人，官至南京太仆寺丞。

## 生平
万历元年（1573年）与兄区大枢同举癸酉科舉人。萬曆十七年（1589年）与弟区大伦同中己丑科进士。选翰林院庶吉士，十九年八月授检讨，二十二年正月编纂六曹章奏，二月充經筵展書官，纂修國史，二十四年五月管理诰敕。二十六年升詹事府右赞善，二十八年四月升左中允兼侍讀，二十九年二月充經筵講官。居词垣十五年。万历三十三年乙巳（1605年）三月京察，调用南京，九月任南京太仆寺丞，致仕归。万历四十四年（1616年）病卒

## 著作
工詩，作品嚴於格律，為嶺南大家。有《太史集》、《图南集》、《濠上集》等。

## 遺跡
今佛山市高明区荷城街道阮埇村有區大相故居遗址。

## 家族
曾祖區政。祖區琳，生員。父區益，字叔謙，嘉靖庚子舉人，官溫州府同知。兄區大樞，弟區大倫。